# Bellardia zaitzevi
Bellardia zaitzevi är en tvåvingeart som först beskrevs av Grunin 1970.  Bellardia zaitzevi ingår i släktet Bellardia och familjen spyflugor. Inga underarter finns listade i Catalogue of Life.